# پرمو-پریسی
پرمو-پریسی (به فرانسوی: Premeaux-Prissey) یک کمون در فرانسه با جمعیت ۳۹۷ نفر است که در Canton of Nuits-Saint-Georges واقع شده‌است.